# Погон (пам'ятка природи)
Погон — геологічна пам'ятка природи місцевого значення в Україні. Розташована у межах Новгород-Сіверського району Чернігівської області, за 1,5 км. на південний схід від села Пушкарі. 
Площа 5 га. Статус присвоєно згідно з рішенням Чернігівського облвиконкому від 27.04.1964 року № 236; рішення від 10.06.1972 року № 303; рішення від 27.12.1984 року № 454; рішення від 28.08.1989 року № 164. Перебуває у віданні: Ковпинська сільська рада. 
Статус присвоєно для збереження місць оголення крейдяних відкладів на стрімкій та високій правобережній терасі річки Десна. У цьому місці, яке ще називають «Біла гора» або «Пушкарівський мис», виявлено стоянки доісторичних людей.